# Орсер, Эрл
Эрл Герберт Орсер (англ. Earl Herbert Orser; 5 июля 1928, Торонто — 26 декабря 2004, Лондон, штат Онтарио) — канадский бизнесмен.

## Биография
Родился в Торонто в семье Фрэнка Герберта Орсера и Этель Марджори Кокс. Окончил Дэнфортскую техническую школу. Окончил Торонтский университет в 1946 году, получив степень сертифицированного бухгалтера. В 1973 начал работать в сети универсальных магазирова Eaton’s, быстро сделав карьеру и дойдя к 1975 году до поста президента и генерального директора компании, который занимал в течение последующих двух лет.
Период руководства Eaton’s Орсером ассоциируется у многих канадцев с прекращением выпуска знаменитого каталога товаров-по-почте Eaton’s и ликвидацией соответствующего раздела бизнеса компании. Фактически решение об упразднении «товаров-по-почте» было принято владельцами фирмы, семейством Итон, в то время, как Орсер взял на себя разрешение затруднений в операционных, трудовых, политических и общественных отношениях, которые неизбежно возникли при закрытии столь долго существовавшего бизнеса (включая, в частности, потерю работы приблизительно 9000 сотрудниками подразделения).
После его ухода из Итона, Орсер переехал в канадский Лондон, где присоединился к Лондонской компании по страхованию жизни, став Президентом и генеральным директором в 1980 году, в 1989 году председателем и почётным председателем в 1994 году.
Он был директором «Спар Аэроспейс Лтд». (англ. Spar Aerospace) начиная с 1978 года и был председателем в течение пяти лет.
Орсер был также председателем Совета управляющих университета Западного Онтарио.
Он был назначен членом Ордена Канады в 1997 году. В 1991 году он получил звание почётного доктора права в университете Западного Онтарио. Он является членом Института сертифицированных бухгалтеров Онтарио (ФСА). В 1997 году он был введен в должность в лондонской бизнес-Зал славы[что?].

## Личная жизнь
Он женился на Марион и у него родились четыре дочери:
- Дарлин Фаннелл,
- Барбара Орсер,
- Беверли Орсер,
- Нэнси Харт.

Орсер умер от рака.